# Caught with the Goods (film 1915 Lubin)
Caught with the Goods è un cortometraggio muto del 1915 prodotto dalla Lubin. Il nome del regista non appare nei credit.

## Produzione
Il film fu prodotto dalla Lubin Manufacturing Company.

## Distribuzione
Distribuito dalla General Film Company, il film - un cortometraggio di 150 metri - venne distribuito nelle sale USA il 15 giugno 1915. Nelle proiezioni, veniva programmato con il sistema dello split reel, accorpato in un'unica bobina con un altro cortometraggio prodotto dalla Lubin, la commedia Capturing Bad Bill.